# Schriftstatistik
Schriftstatistik ist die paralinguistische Disziplin der quantitativen Analyse von Schriftsystemen.

## Themen der Schriftstatistik

### Anwendungsbezogene Aspekte
Die Schriftstatistik hat eine längere Tradition darin, die Häufigkeiten von Buchstaben und anderen Schriftzeichen in den verschiedenen Sprachen zu erheben. Dabei kann es um rein praktische Zwecke gehen, etwa darum, aufgrund der bekannten Häufigkeit von Buchstaben verschlüsselte Texte zu entziffern (De-Kryptographie). Ein anderer praktischer Ansatz waren Erhebungen zur Häufigkeit von Buchstaben und Buchstabenkombinationen, um eine möglichst sinnvolle, ökonomische Gestaltung von Kurzschriften zu erreichen. Insoweit handelt es sich um ein traditionelles Forschungsgebiet der Sprachstatistik. Hilfreich war die Schriftstatistik auch bei der Gestaltung von optimalen Tastatur-Layouts.

### Theoriebezogene Aspekte
Über diese praktischen Zwecke hinaus hat sich die quantitative Linguistik mit Schriftsystemen auseinandergesetzt. So lässt sich zum Beispiel zeigen, dass die Gestaltung von Schriftzeichen und Schriftsystemen gewissen Gesetzmäßigkeiten unterliegt. Bringt man etwa die Buchstaben eines Textes oder eines Textkorpus gemäß ihrer Häufigkeit in eine Rangordnung, so unterliegt diese Rangordnung bestimmten Gesetzen. Dasselbe gilt für die Verwendung von Schriftzeichen, deren Gestaltung sehr unterschiedlich komplex sein kann und deren Verteilung in Texten von dieser Komplexität abhängig ist, wie dies besonders bei chinesischen Schriftzeichen deutlich wird.
Ein weiterer Bereich, in dem sich Gesetzmäßigkeiten aufzeigen lassen, ist die Geschichte der Vermehrung von Schriftzeichen in Sprachen wie dem Chinesischen, das keine Buchstabenschrift, sondern eine weitgehend logographische Schrift verwendet. Die Zunahme der Schriftzeichen, für die Daten von etwa 200 vor Christus bis 1995 vorliegen, folgt einem bekannten Wachstumsgesetz, dem Piotrowski-Gesetz.

### Zur Wiedergabe der Phoneme einer Sprache durch Grapheme
Ein in mehrerer Hinsicht wichtiger Aspekt ist die Frage, wie in einer Sprache die Phoneme durch die Grapheme wiedergegeben werden. Unter Graphem werden in diesem Zusammenhang diejenigen Schriftzeichen verstanden, die in einer Sprache geeignet sind, ein bestimmtes Phonem orthographisch wiederzugeben. Im Deutschen kann man zum Beispiel das Phonem /i/ (kurzes i) nur durch das Schriftzeichen < i > („dick“) wiedergeben, das Phonem /o:/ (langes o) dagegen mit den Schriftzeichen/Schriftzeichenkombinationen < o, oo, oh > („Brot, Moor, Sohn“), die gemeinsam sein Graphem darstellen. Im ersten Fall gibt es also nur eine Möglichkeit der orthographischen Realisierung des Phonems /i/, im anderen Fall aber drei Möglichkeiten.
Dies kann man auf das gesamte Phonemsystem einer Sprache anwenden und berechnen, wie sicher sich jemand sein kann, wenn er die Phoneme gemäß den orthographischen Regeln schriftlich wiedergeben will. Im obigen Beispiel ist deutlich, dass die Sicherheit im Fall des Phonems /i/ größer ist als im Fall des Phonems /o:/. Je mehr Schriftzeichen durchschnittlich für die orthographische Realisierung der Phoneme möglich sind, desto höher ist die Unsicherheit, die jemand bewältigen muss, wenn er etwas schriftlich niederlegen will. Diese Unsicherheit ist ein wesentliches Merkmal von Schriftsystemen.
Neben der Unsicherheit lassen sich weitere Kriterien entwickeln: die Graphemgröße (Zahl der Schriftzeichen pro Graphem), die Graphembelastung (Zahl der Grapheme, in denen ein bestimmtes Schriftzeichen vorkommt) und die Nützlichkeit der Schriftzeichen, die als umso größer verstanden wird, je häufiger ein bestimmtes Schriftzeichen in einem Graphem an vorderer Stelle steht.
Mit solchen und möglicherweise weiteren Kriterien können ganze Schriftsysteme charakterisiert und miteinander verglichen werden. Vergleicht man das deutsche mit dem schwedischen Schriftsystem, so lässt sich feststellen, dass das schwedische einen geringeren Grad an Unsicherheit aufweist. In einer neueren Untersuchung wurden auf dieser Basis ausführlich Probleme des persischen Schriftsystems untersucht und in Vergleich mit sieben anderen Sprachen gesetzt.
Bisher war nur von vier Kriterien für Schriftsysteme die Rede. Gabriel Altmann hat versucht, einen Regelkreis zu entwickeln, der insgesamt vierzehn solcher Kriterien enthält und ihre Interaktionen modelliert.